# Ronda de Mujeres
Ronda de Mujeres (RDM) es una organización social y cultural uruguaya fundada en 2002 en Montevideo. Su objetivo principal es promover la participación de mujeres en el ámbito de la música, específicamente como DJs y selectoras musicales. A lo largo de los años, RDM ha contribuido significativamente a la visibilización y profesionalización de mujeres en la música en Uruguay, generando espacios de intercambio cultural y oportunidades laborales en un sector históricamente masculinizado.

## Historia

### Origen (2002-2005)
Ronda de Mujeres surgió en un contexto de crisis económica en Uruguay. Inició como un proyecto cultural restringido a un pequeño grupo de amigos melómanos, pero rápidamente se expandió, organizando eventos masivos y gratuitos en espacios públicos de Montevideo. Durante esta etapa inicial, RDM estableció un espacio innovador para las mujeres DJs, quienes hasta entonces no contaban con un lugar específico para expresarse en la escena musical.

### Expansión (2009-2012)
Tras un período de inactividad entre 2006 y 2008, RDM retomó sus actividades en 2009, ampliando su alcance y diversificando sus propuestas artísticas. La organización comenzó a realizar eventos itinerantes en diferentes puntos de Montevideo, integrando otras disciplinas artísticas, como el tejido, el arte visual, y el diseño. En 2014, RDM logró reconocimiento internacional al realizar un evento en Manhattan, Nueva York, que fue declarado de Interés Cultural por el Estado uruguayo.

### Actualidad (2012-presente)
En 2012, RDM se consolidó como un proyecto cultural estable con un equipo de trabajo definido. Durante esta etapa, la organización ha aumentado la frecuencia y variedad de sus eventos, incluyendo ferias, bazares, y ciclos de música, y ha expandido su influencia a nivel internacional. Además, ha comenzado a ofrecer formación técnica y conceptual a mujeres interesadas en convertirse en DJs a través de iniciativas como RDM Camp, que ha contado con la participación de reconocidos músicos como Juan Campodónico.

## Impacto
Ronda de Mujeres ha sido fundamental para la profesionalización de mujeres en la música uruguaya, proporcionando un espacio para que muchas de ellas pasen música por primera vez. Según los registros de la organización, más de 367 mujeres DJs han participado en los eventos de RDM desde su fundación . La organización también ha generado un impacto significativo en el ámbito laboral, facilitando conexiones entre las DJs y otras organizaciones o marcas que ofrecen oportunidades de trabajo.
Además de su rol como promotora cultural, Ronda de Mujeres ha desarrollado una importante dimensión de investigación. A través de informes y estudios, RDM ha puesto de manifiesto la baja representación femenina en la música, no solo en Uruguay sino en el contexto latinoamericano en general. Estos informes han sido fundamentales para visibilizar las disparidades de género en la industria musical y promover un cambio en el sector.
El desarrollo investigativo más reciente de Ronda de Mujeres incluye la fundación de un archivo fotográfico que documenta los años de actividad de la organización. Este archivo no solo preserva la historia visual de RDM, sino que también sirve como un recurso para futuras investigaciones sobre la participación de las mujeres en la música y la cultura uruguaya.

### Organización y Estructura
Ronda de Mujeres se caracteriza por ser una organización flexible y en red, capaz de adaptarse a los cambios y de innovar continuamente. Su estructura le permite generar proyectos específicos para cada evento, conectando artistas, lugares y marcas. Este enfoque ha permitido a la organización mantenerse relevante a lo largo de los años, atrayendo a nuevas generaciones y fomentando la participación intergeneracional.

### Reconocimientos
Ronda de Mujeres ha recibido varios reconocimientos a lo largo de su trayectoria, incluyendo el apoyo del Estado uruguayo y el reconocimiento de Interés Cultural para algunos de sus eventos internacionales, como Ronda de Mujeres en Nueva York en 2014.